# Сажен
Сажен или разтег е историческа мярка за дължина, която е 7 фута от по 12 инча, т.е. 84 инча. Използвала се е и мярката за площ квадратен сажен, т.е. 36 кв. стъпки, както и мярката за сух обем кубичен сажен, т.е. 108 куб. стъпки. В различните времена и в различните страни саженът е варирал според променливата стойност на стъпките и палците, като например в Австро-Унгария саженът е бил стандартизиран на 1.8965 метра. В германските държави е бил стандартизиран на около 1.88 метра. Морската единица е морски сажен.
- 1 сажен = 7 английски фута = 84 инча = 2,134 метра[1]

Интересно е използването на единицата сажен за насечен дървен материал. Един сажен дърва е бил на практика обемна мярка – на дължина и ширина по един сажен, но на височина е варирал според дължината на нарязаните дърва, които могли да бъдат от по 2, 2.5 или 3 стъпки.
Саженът е престанал да се използва като мярка след въвеждането на метричната система през последната четвърт на XIX век.
От лингвистична гледна точка думата „сажен“ е проникнала в български език от руски – „сажень“ вероятно през XIX век. Коренът на думата е старославянски сагъ- и означава достигам. На същия корен в българския език е образувана думата посягам, но и думата сега. Отзвукът от старославянския корен се чува ясно и до днес на чешки и словашки, в които езици сажен се казва „sáh“. Звукът H е заден придихателен и еволюционно отговаря на гърлено изговорено Г.
В полза на тази етимология говори и българският синоним на руската дума сажень – разтег.